# Blaincourt-lès-Précy
 Blaincourt-lès-Précy  es una población y comuna francesa, en la región de Picardía, departamento de Oise, en el distrito de Senlis y cantón de Montataire.

## Demografía
| 354 | 438 | 522 | 889 | 1253 | 1158 |
| Para los censos de 1962 a 1999 la población legal corresponde a la población sin duplicidades (Fuente: INSEE [Consultar]) |     |     |     |      |      |